# Эпенеса, Эй Джей
Эндрю Джаред Эпенеса (англ. Andrew Jared Epenesa; 15 сентября 1998, Ок-Парк, Канзас) — профессиональный американский футболист самоанского происхождения, выступающий на позиции ди-энда в клубе НФЛ «Баффало Биллс». На студенческом уровне играл за команду Айовского университета. На драфте НФЛ 2020 года был выбран во втором раунде.

## Биография
Эндрю Эпенеса родился 15 сентября 1998 года в Ок-Парке в штате Канзас. Вырос в Иллинойсе, окончил старшую школу города Эдуардсвилл. Играл за её баскетбольную команду, занимался лёгкой атлетикой, установил рекорд штата в метании диска. В составе футбольной команды школы трижды становился победителем турнира конференции. Принимал участие в двух матчах звёзд школьного футбола, был назван самым ценным игроком защиты Полинезийского боула, в котором сделал два сэка и форсировал два фамбла.

### Любительская карьера
В 2017 году Эпенеса поступил в университет Айовы. В дебютном сезоне он сыграл в четырнадцати матчах турнира NCAA, сделав 15 захватов и 4,5 сэка. По итогам сезона сайт btn.com включил его в состав символической сборной новичков конференции Big Ten. В 2018 году он провёл тринадцать игр и стал лучшим в команде по количеству захватов с потерей ярдов и сэков. Эпенеса вошёл в состав сборной звёзд конференции и попал в число пяти финалистов награды лучшему полинезийскому футболисту года.
В сезоне 2019 года он сыграл в стартовом составе во всех тринадцати матчах турнира. Эпенеса сделал 49 захватов и 11,5 сэков, а также форсировал четыре фамбла. Он претендовал на несколько наград лучшему защитнику I дивизиона NCAA, снова попал в число финалистов награды лучшему полинезийскому футболисту года, был признан самым ценным игроком защиты в Холидей Боуле. После окончания сезона он отказался от продолжения карьеры в университете и объявил о выходе на драфт НФЛ.

#### Статистика выступлений в NCAA
| Сезон | Команда      | Игры | Захваты | Захваты | Захваты | Захваты | Захваты | Перехваты | Перехваты | Перехваты | Перехваты | Перехваты | Фамблы | Фамблы | Фамблы | Фамблы |
| Сезон | Команда      | Игры | Solo    | Ast     | Tot     | Loss    | Sk      | Int       | Yds       | Y/R       | TD        | PD        | FR     | Yds    | TD     | FF     |
| ----- | ------------ | ---- | ------- | ------- | ------- | ------- | ------- | --------- | --------- | --------- | --------- | --------- | ------ | ------ | ------ | ------ |
| 2017  | Айова Хокайс | 14   | 8       | 7       | 15      | 5,5     | 4,5     | 0         | 0         | 0,0       | 0         | 1         | 0      | 0      | 0      | 1      |
| 2018  | Айова Хокайс | 13   | 21      | 16      | 37      | 16,5    | 10,5    | 0         | 0         | 0,0       | 0         | 3         | 1      | 19     | 1      | 4      |
| 2019  | Айова Хокайс | 13   | 32      | 17      | 49      | 14,0    | 11,5    | 0         | 0         | 0,0       | 0         | 3         | 0      | 0      | 0      | 4      |
| Всего | Всего        | 40   | 61      | 40      | 101     | 36,0    | 26,5    | 0         | 0         | 0,0       | 0         | '7        | 1      | 19     | 1      | 9      |

### Профессиональная карьера
Перед драфтом НФЛ 2020 года аналитик издания Bleacher Report Мэтт Миллер сильными сторонами Эпенесы называл его универсальность и способность играть как внутренним линейным защиты, так и на краю, полезность при выносных розыгрышах, атлетизм, скорость, хороший набор технических приёмов. Среди недостатков упоминались недостаточно взрывной старт, плохая маневренность и проблемы с выходом из блоков.
На драфте Эпенеса был выбран «Баффало Биллс» во втором раунде под общим 54 номером. Сумма его четырёхлетнего контракта с клубом составила 5,8 млн долларов. Во время предсезонных сборов он, по настоянию тренерского штаба, работал над снижением веса. Это стало одним из факторов, обусловивших его долгую адаптацию на профессиональном уровне. Закрепиться в ротации команды Эпенеса смог во второй части регулярного чемпионата. За сезон он принял участие в четырнадцати играх, но провёл на поле только 27 % от общего числа розыгрышей защиты. В 2021 году команда не получила от него ожидаемого прогресса. Он снова принял участие в четырнадцати матчах чемпионата, но заметного влияния на игру «Биллс» не оказал, проиграв конкуренцию новичкам Грегори Руссо и Буги Башему. После окончания сезона сразу несколько изданий назвало Эпенесу худшим выбором команды на драфте за последние пять лет.
Перед стартом сезона 2022 года клуб подписал контракт с ветераном Воном Миллером, после чего Эпенеса оказался ещё глубже в ротации «Биллс». Он сыграл в пятнадцати матчах чемпионата, по-прежнему не показывая тех качеств, за которые его выбрали во втором раунде драфта.

#### Статистика выступлений в НФЛ

##### Регулярный чемпионат
| Сезон | Команда       | Игры | Захваты | Захваты | Захваты | Захваты | Захваты | Перехваты | Перехваты | Перехваты | Перехваты | Перехваты | Фамблы | Фамблы | Фамблы | Фамблы |
| Сезон | Команда       | Игры | Solo    | Ast     | Tot     | Loss    | Sk      | Int       | Yds       | Y/R       | TD        | PD        | FR     | Yds    | TD     | FF     |
| ----- | ------------- | ---- | ------- | ------- | ------- | ------- | ------- | --------- | --------- | --------- | --------- | --------- | ------ | ------ | ------ | ------ |
| 2020  | Баффало Биллс | 14   | 11      | 3       | 14      | 3       | 1,0     | 0         | 0         | 0,0       | 0         | 1         | 0      | 0      | 0      | 0      |
| 2021  | Баффало Биллс | 14   | 8       | 6       | 14      | 2       | 1,5     | 0         | 0         | 0,0       | 0         | 1         | 0      | 0      | 0      | 0      |
| 2022  | Баффало Биллс | 15   | 13      | 3       | 16      | 7       | 6,5     | 0         | 0         | 0,0       | 0         | 5         | 1      | 0      | 0      | 2      |
| 2023  | Баффало Биллс | 11   | 7       | 11      | 18      | 6       | 6,5     | 1         | 32        | 32,0      | 1         | 6         | 1      | 0      | 0      | 1      |
| Всего | Всего         | 54   | 39      | 23      | 62      | 18      | 15,5    | 1         | 32        | 32,0      | 1         | 13        | 2      | 0      | 0      | 3      |

* на 23 ноября 2023

##### Плей-офф
| Сезон | Команда       | Игры | Захваты | Захваты | Захваты | Захваты | Захваты | Перехваты | Перехваты | Перехваты | Перехваты | Перехваты | Фамблы | Фамблы | Фамблы | Фамблы |
| Сезон | Команда       | Игры | Solo    | Ast     | Tot     | Loss    | Sk      | Int       | Yds       | Y/R       | TD        | PD        | FR     | Yds    | TD     | FF     |
| ----- | ------------- | ---- | ------- | ------- | ------- | ------- | ------- | --------- | --------- | --------- | --------- | --------- | ------ | ------ | ------ | ------ |
| 2020  | Баффало Биллс | 3    | 3       | 0       | 3       | 0       | 0,0     | 0         | 0         | 0,0       | 0         | 1         | 0      | 0      | 0      | 0      |
| 2021  | Баффало Биллс | 2    | 0       | 2       | 2       | 0       | 0,0     | 0         | 0         | 0,0       | 0         | 1         | 0      | 0      | 0      | 0      |
| 2022  | Баффало Биллс | 2    | 1       | 0       | 1       | 0       | 0,0     | 0         | 0         | 0,0       | 0         | 0         | 0      | 0      | 0      | 0      |
| Всего | Всего         | 7    | 4       | 2       | 6       | 0       | 0,0     | 0         | 0         | 0,0       | 0         | 2         | 0      | 0      | 0      | 0      |